# Raouraoua
Raouraoua est une commune de la wilaya de Bouira en Algérie. À l'époque de la colonisation française, elle est appelée Les Trembles. 

## Géographie
| Bir Ghbalou               | El Khabouzia | Aïn Bessem       |
| Sedraia (Wilaya de Médéa) | Raouraoua    | Aïn Bessem       |
|                           | Dechmia      | Sour El-Ghozlane |